# Школа военно-морского командования ВМС Израиля
Школа военно-морского командования ВМС Израиля (ивр. בית הספר לפיקוד ימי‎) — израильское военное учебное заведение.
Школа военно-морского командования
Израиля - это военное учебное заведение, которое готовит морских офицеров для командования в различных  подразделений ВМС. Школа расположена в  учебно-тренировочной базе  в Хайфе.

## Общие сведения
После завершения Израильской Военно-морской академии (ивр. קורס חובלים‎) офицеры размещаются на различных судах на разный срок, в зависимости от их профессии, от одного года до полутора лет. В течение этого периода офицеры готовятся к поступлению в школу военно-морского командования, занимают младшие командные должности, проходят подготовку для командования боевыми частями на ракетных кораблях или командования патрульными катерами. Офицеры готовятся к будущей должности, на которую предназначены.

## Организационная структура школы
Обучение состоит как из профессионального, так и из командного содержания.
Школа делится на курсы в которые поступают офицеры в зависимости от своей базовой профессии:
- Курсы для командиров подразделений ракетных кораблей:
  - Курс оружейно-штурмовых офицеров.
  - Курс офицеров навигации и связи.
  - Курс офицеров радиоэлектронной борьбы.
  - Курс офицеров машинного отделения.

- Курсы для командиров подразделений подводных кораблей:
  - Курс офицеров гидролокатора.
  - Курс оружейных офицеров и офицеров навигации и связи.
  - Курс технических специалистов.

- Единый курс для командиров патрульных катеров:
  - Командиры катеров типа двора, дабур и шальдаг.

Командует школой офицер в звании Капитан второго ранга.